# Anne-Marie
Anne-Marie Rose Nicholson (sinh 7 tháng 4 năm 1991), được biết đến với nghệ danh Anne-Marie, là một ca sĩ và nhạc sĩ người Anh, có năm đĩa đơn nằm trong UK Singles Chart, với "Rockabye" của Clean Bandit, kết hợp với Sean Paul. Cô được đạt vị trí cao nhất số một, "Rumour Mill" của Rudimental với Will Heard, vị trí thứ 67, "Do It Right", đạt vị trí thứ 90, "Alarm", giành vị trí thứ 16 và "Ciao Adios", đạt tới vị trí thứ 9. Album ra mắt của cô, Speak Your Mind đã được phát hành trong năm 2018. Từ năm 2021 đến năm 2023, Anne-Marie xuất hiện với tư cách huấn luyện viên cuộc thi hát truyền hình The Voice UK.

## Đĩa hát

### Đĩa mở rộng
- Karate (2015)

### Đĩa đơn
| Tên                                                                          | Năm  | Vị trí cao nhất | Vị trí cao nhất | Vị trí cao nhất | Vị trí cao nhất | Vị trí cao nhất | Vị trí cao nhất | Vị trí cao nhất | Vị trí cao nhất | Vị trí cao nhất | Vị trí cao nhất | Chứng nhận                                                  | Album  |
| Tên                                                                          | Năm  | UK              | AUS             | AUT             | CAN             | GER             | IRE             | ITA             | SWE             | SWI             | US              | Chứng nhận                                                  | Album  |
| ---------------------------------------------------------------------------- | ---- | --------------- | --------------- | --------------- | --------------- | --------------- | --------------- | --------------- | --------------- | --------------- | --------------- | ----------------------------------------------------------- | ------ |
| "Karate"                                                                     | 2015 | —               | —               | —               | —               | —               | —               | —               | —               | —               | —               |                                                             | Karate |
| "Gemini"                                                                     | 2015 | —               | —               | —               | —               | —               | —               | —               | —               | —               | —               |                                                             | Karate |
| "Boy"                                                                        | 2015 | —               | —               | —               | —               | —               | —               | —               | —               | —               | —               |                                                             | TBA    |
| "Do It Right"                                                                | 2015 | 90              | 22              | —               | —               | —               | —               | —               | —               | —               | —               | - ARIA: Vàng                                                | TBA    |
| "Alarm"                                                                      | 2016 | 16              | 7               | 26              | 97              | 27              | 23              | 36              | 57              | 62              | —               | - BPI: Bạch kim - ARIA: 2× Bạch kim - FIMI: Vàng - MC: Vàng | TBA    |
| "Ciao Adios"                                                                 | 2017 | 9               | 93              | 65              | —               | 23              | 13              | —               | —               | 64              | —               | - BPI: Bạc                                                  | TBA    |
| "—" chỉ một bản thu không được xếp hạng hoặc không phát hành tại khu vực đó. |      |                 |                 |                 |                 |                 |                 |                 |                 |                 |                 |                                                             |        |

### Đĩa đơn kết hợp
| "Rumour Mill" (Rudimental kết hợp cùng Anne-Marie và Will Heard)             | 2015 | 67 | 68 | — | — | — | — | — | — | — | — | | We the Generation |
| "Alright with Me" (Wretch 32 kết hợp cùng Anne-Marie và PRGRSHN)             | 2015 | —  | —  | — | — | — | — | — | — | — | — | | Non-album single  |
| "Catch 22" (Illy kết hợp cùng Anne-Marie)                                    | 2016 | —  | 11 | — | — | — | — | — | — | — | — | - ARIA: Bạch kim                                                                                      | Two Degrees       |
| "Rockabye" (Clean Bandit kết hợp cùng Sean Paul và Anne-Marie)               | 2016 | 1  | 1  | 1 | 4 | 1 | 1 | 1 | 1 | 1 | 9 | - BPI: Bạch kim - ARIA: 3× Bạch kim - BVMI: Bạch kim - FIMI: Bạch kim - IFPI SWI: Vàng - MC: Bạch kim | TBA               |
| "—" chỉ một bản thu không được xếp hạng hoặc không phát hành tại khu vực đó. |      |    |    |   |   |   |   |   |   |   |   | |                   |

## Tours

### Chính
- Anne-Marie Live (2016)
- Speak Your Mind World Tour (2018–2019)
- Dysfunctional Tour (2022)[25]
- The Unhealthy Club Tour (2023–2024)[26][27]

### Hỗ trợ
- ÷ Tour (Châu Âu và Bắc Mỹ) (2017–2018)

## Giải thưởng và đề cử
| Năm  | Giải thưởng                     |                              | Hạng mục             | Kết quả |
| ---- | ------------------------------- | ---------------------------- | -------------------- | ------- |
| 2016 | Giải thưởng Âm nhạc MTV Châu Âu |                              | Nghệ sĩ đột phá nhất | Đề cử   |
| 2016 | Giải MOBO                       | Tân binh xuất sắc nhất       |                      | Đề cử   |
| 2017 | Giải Brit                       | Sự lựa chọn của Nhà phê bình |                      | Đề cử   |
| 2017 | Giải Brit                       | Nghệ sĩ Anh đột phá          |                      | Đề cử   |
| 2017 | Giải Brit                       | "Rockabye"                   | Video Anh            | Bị loại |